# Arthur Tudor
Pour les articles homonymes, voir Arthur de Bretagne et Arthur.
Pour les autres membres de la famille, voir Généalogie des Tudor.
 (janvier 2024).
Si vous disposez d'ouvrages ou d'articles de référence ou si vous connaissez des sites web de qualité traitant du thème abordé ici, merci de compléter l'article en donnant les références utiles à sa vérifiabilité et en les liant à la section « Notes et références ».
Titres
Prince de Galles
29 novembre 1489 – 2 avril 1502
(12 ans, 4 mois et 4 jours)
Duc de Cornouailles
20 septembre 1486 – 2 avril 1502
(15 ans, 6 mois et 13 jours)
Arthur Tudor (20 septembre 1486 – 2 avril 1502), prince de Galles et duc de Cornouailles, est le fils aîné d'Henri VII Tudor et d'Élisabeth d'York. Le 14 novembre 1501, il épouse Catherine d'Aragon, la fille des souverains espagnols Ferdinand d'Aragon et Isabelle de Castille. De constitution fragile, il meurt subitement à l'âge de 15 ans, d'une maladie restée indéterminée.

## Biographie

### Naissance
Son père, Henri VII, charge les généalogistes de démontrer que sa lignée remonte à Cadwaladr et aux anciens rois britanniques, afin d'affermir ses prétentions au trône. Au cours de cette recherche, Winchester est identifié comme la localisation de la mythique Camelot, et c'est là que naît le premier prince de Galles Tudor, Arthur, fils d'Henri VII et de son épouse, Élisabeth d'York, fille d'Édouard IV. Il reçoit le prénom Arthur en référence au roi Arthur de la Table ronde, manière pour son père d'ancrer sa dynastie dans l'histoire légendaire de l'Angleterre, en espérant vivement faire renaître la grandeur du royaume.
Arthur est baptisé à la cathédrale de Winchester. Il a pour parrains Thomas Stanley, premier comte de Derby, et John de Vere, 13e comte d'Oxford, qui est d'ailleurs en retard au sacrement. Élisabeth Woodville, sa grand-mère maternelle, le porte pendant la cérémonie. Il est fait chevalier de l'ordre du Bain par la même occasion. On ignore si Arthur est robuste à sa naissance. Francis Bacon dit de lui qu'il est « né en son huitième mois, selon les médecins », mais « fort et agile ». Cependant, des historiens supposent qu'il a toujours été faible, ce qui l'aurait conduit à une mort précoce. Le seul portrait de lui qui lui soit contemporain montre un adolescent d'aspect peu vigoureux. Son apparence diffère manifestement de celle de son frère cadet, le futur Henri VIII. On ignore si Arthur est sportif, mais il est possible qu'il aime le tir à l'arc. Sur ce portrait, on distingue la chevelure rousse des Tudor, de petits yeux et un long nez. Il ressemble à son père et à son frère.

### Préparatifs des fiançailles
Le père d'Arthur, Henri VII, désire ardemment consolider son royaume par une alliance avec l'Espagne nouvellement unifiée. Chacun a besoin de l'assistance de l'autre face à la France, dont on redoute une possible agression. C'est pourquoi on signe le traité de Medina del Campo le 27 mars 1489 ; une de ses clauses prévoit le futur mariage du prince de Galles (âgé de trois ans à peine) avec l'infante Catherine (qui en a trois et demi).
Le traité est plutôt favorable à l'Angleterre. Henri VII étant d'une avarice notoire, les négociations durent des années. On marchande âprement sur tout : le montant de la dot, les modalités de son versement, le douaire de l'infante, l'âge pour les fiançailles, la valeur des mariages par procuration successifs. Catherine est la plus jeune fille d'Isabelle et de Ferdinand, et ses parents sont peu pressés de la voir mariée, et, bien que le traité soit signé, ils restent prêts à envisager d'autres possibilités. Ferdinand est même déterminé à rompre ce traité si tous les prétendants au trône d'Angleterre ne sont pas éliminés. De fait, en 1499, Édouard Plantagenêt, 17e comte de Warwick, est décapité. Quant à Perkin Warbeck, qui prétend être l'héritier légitime du trône en affirmant être Richard de Shrewsbury, un des deux fils légitimes d'Édouard IV, il est condamné à la pendaison et exécuté.

### Enfance
Le jeune prince est titré le 29 novembre 1489 prince de Galles et comte de Chester. À l'âge de 5 ans, en 1491, il est fait chevalier dans l'ordre de la Jarretière. En tant qu'héritier, il reçoit une éducation soignée. Ses tuteurs sont John Rede et le poète aveugle Bernard André. Quand il a une quinzaine d'années, il reçoit l'enseignement de Thomas Linacre. Son tuteur, Bernard André, écrit une biographie inachevée d'Henri VII, dans laquelle il mentionne qu'Arthur maîtrise les meilleurs auteurs latins et grecs. Sir Henry Vernon est le gouverneur et le trésorier du prince ; Arthur séjourne sans doute fréquemment chez lui, à Haddon Hall ; on y trouve un appartement appelé « La Chambre du Prince », où figurent, à plusieurs endroits, ses armoiries.

### Mariage

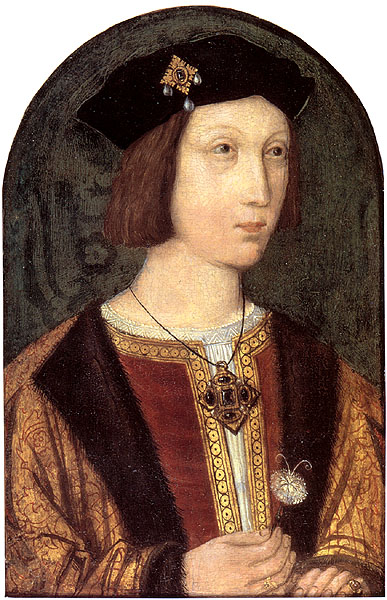
Arthur Tudor

Pendant deux ans, Arthur écrit de nombreuses lettres à sa fiancée, qui y répondit régulièrement.
Cependant, le jeune couple ne s'était encore  jamais rencontré. Les lettres sont écrites sur les recommandations de leurs tuteurs respectifs et leur ton est plus poli que passionné. C'est bien à contrecœur et après avoir encore hésité pendant des mois que le roi d'Aragon et la reine de Castille se résolvent à laisser leur fille partir pour l'Angleterre. Le 21 mai 1501, l'infante quitte l'Alhambra de Grenade ; le 27 septembre, sa flottille met les voiles pour l'Angleterre au départ de La Corogne. Catherine ne reverra plus jamais l'Espagne.
Après une traversée tumultueuse, l'infante débarque à Plymouth le 2 octobre. Le couple se rencontre pour la première fois au manoir de Dogmersfield, dans le Hampshire. On ne sait pas grand chose de ce qu'ils ressentent l'un pour l'autre, mais Arthur écrit à son beau-père et à sa belle-mère qu'il sera un « époux bon et aimant »[réf. nécessaire] ;  il dit plus tard à ses parents qu'il est très heureux de voir le visage de sa ravissante épouse. Quant à Henri, il admire beaucoup sa beauté autant que ses manières agréables et distinguées.
Le 12 novembre, la princesse fait son entrée dans la capitale, accompagnée d'un cortège de prélats, de hauts dignitaires, de nobles et de chevaliers, au milieu des acclamations et d'un concours de peuple qui est qualifié de « si grand que jamais on n'eut rien vu de tel en Angleterre ». Le 14 novembre 1501, Arthur et Catherine sont unis en la cathédrale Saint-Paul. Comme convenu, les souverains espagnols payent aussitôt la moitié de la dot, soit 100 000 couronnes. À la fin des festivités, vient la cérémonie du lit, au cours de laquelle les jeunes époux sont mis au lit par les membres de la cour. C'est une des nuits de noces les plus controversées de l'Histoire[Selon qui ?].

### Décès et postérité
Les jeunes mariés partent sans tarder pour le château de Ludlow, la résidence officielle du prince de Galles située aux confins des marches galloises. Leurs appartements sont tristes et froids, aménagés dans une tour de l'imposante forteresse développée autour de son donjon. Le prince de Galles vient y présider le conseil du pays de Galles et des marches, établi par Henri VII pour amortir l'action de la noblesse locale.
Mais le 2 avril 1502, il meurt soudainement au château de Ludlow, au jeune âge de quinze ans. La cause de sa mort reste indéterminée. Certains récits mentionnent une maladie infectieuse appelée « la suette »,. Catherine aussi est malade, mais, contrairement à son infortuné époux, elle survit. Le frère d'Arthur, le futur Henri VIII, n'est fait prince de Galles que lorsqu'on est sûr que Catherine n'est pas enceinte. Il monte sur le trône en 1509. Le jeune prince Henri, initialement supposé entrer dans les ordres et devenir peut-être archevêque de Cantorbéry, est peu préparé à cette charge. Ce manque d'initiation et d'éducation se remarque à la lourde influence exercée par ses conseillers plus âgés, tel le cardinal Thomas Wolsey, pendant les premières années de son règne. Catherine épouse Henri (de six ans son cadet) en 1509, mais vit entretemps dans une relative pauvreté.
Christopher Guy, l'archéologue de la cathédrale de Worcester, dit trouver étrange qu'Arthur, s'il est effectivement de santé fragile, soit envoyé dans la froideur du château de Ludlow. Peter Vaughan, du Worcester Prince Arthur Committee, partage ces suspicions. Il remarque : « Il n'était pas doté d'une aussi forte personnalité que son jeune frère. Est-il possible que son père ait été assez fort pour voir que l'intérêt des Tudor était d'être servis par Henry, Duc d'York, plutôt que par Arthur ? » Cependant, des historiens comme David Starkey et Julian Litten ont repoussé les théories de négligence ou de meurtre.

### Funérailles
Arthur est inhumé dans la cathédrale de Worcester. Sir Griffith Ryce, un membre de la maison d'Arthur, conduit la cérémonie ; il sera inhumé près d'Arthur. Son père le roi n'assiste pas aux funérailles. On ignore pourquoi, bien que plusieurs raisons soient évoquées : le voyage est trop long, ou Henri VII est trop abattu. La mère d'Arthur, Élisabeth d'York, n'assiste pas non plus à l'enterrement, et, comme c'est la coutume, sa veuve Catherine reste cloîtrée chez elle.

## La question de la consommation
La longue controverse concernant la consommation du mariage d'Arthur et de Catherine est d'importance capitale dans l'histoire de l'Angleterre et de la Chrétienté britannique.
Certains[Qui ?] estiment qu'un couple de jeunes mariés âgés de 15 ans partageant le même lit a naturellement eu des relations sexuelles, d'autant que Catherine et Arthur savaient pertinemment qu'il était essentiel pour eux de donner des héritiers à l'Angleterre. Il était très fréquent à cette époque de se marier et de consommer l'union à un âge précoce. Par exemple, Margaret Beaufort (grand-mère paternelle d'Arthur) a 12 ans quand elle devient l'épouse d'Edmond Tudor, et 13 ans quand il meurt en la laissant enceinte de sept mois.
La duègne de Catherine, Doña Elvira, affirma que le mariage n'avait pas été consommé, mais plusieurs historiens opposent à ce témoignage le fait qu'elle n'a jamais été proche de la jeune fille, qu'elle trahira d'ailleurs par la suite. Arthur lui-même, avant la nuit de noces, se dit « robuste et amoureux », et ses amis affirment que le lendemain, il demanda fièrement de l'eau, expliquant qu'il « avait été en Espagne » et qu'être époux était un « travail assoiffant ». Il n'y a pas moyen de savoir si Arthur a fait cette plaisanterie dans le simple but de cacher son incapacité à accomplir son devoir conjugal.
Des historiens affirment au contraire qu'Arthur est fragile, comme le frère de Catherine, Jean, prince des Asturies. Ce dernier, époux de l'archiduchesse Marguerite d'Autriche, décède au bout de six mois de mariage. On pensa pour un temps que Marguerite avait ruiné la santé de Jean par une trop intense activité sexuelle. Ces historiens sont convaincus qu'Arthur et Catherine ont eu des relations sexuelles normales durant leur mariage, et que, comme pour le frère de Catherine, cela avait affaibli Arthur. D'autres encore suggèrent qu'ils avaient des relations inachevées.
Ce qui est plus difficile à imaginer, c'est que la pieuse Catherine, qui clame que son mariage avec Arthur n'a jamais été consommé, ait menti. Le Lévitique, 20,21 stipule qu'il est malsain pour un homme d'épouser la femme de son frère, et avertit que s'il agit ainsi, le mariage sera stérile (cependant le Deutéronome 25,5 ordonne au contraire d'épouser la veuve de son frère qui n'a pas d'enfants, afin que la lignée de l'homme décédé soit assurée. Les contradictions de la Bible sur ce point sont un sujet majeur de discorde durant la longue procédure de divorce). Catherine soutient pour la première fois que son mariage avec Arthur n'a pas été consommé lorsque Henri demande le divorce en 1533. Le sujet n'ayant pas été évoqué officiellement auparavant, plusieurs historiens pensent que Catherine peut mentir pour sauver sa réputation, son mariage avec Henri et les droits de sa fille unique, Marie. Affirmer autre chose serait un aveu de fornication et une condamnation de la princesse à l'illégitimité. Catherine prétend qu'elle et Arthur n'ont partagé le même lit que durant sept jours, mais ce fait n'est attesté par aucune mention historique.
Henri veut un fils car il a des raisons historiques de penser que l'Angleterre n'acceptera pas une femme pour monarque. Pendant leur mariage, Catherine a eu plusieurs enfants mais seule Marie a survécu au-delà de la petite enfance. Les années passant, Henri se rend à l'évidence que Catherine, qui n'est guère jeune alors, n'est probablement pas à même de lui donner un fils héritier. Il raisonne en se basant sur la conviction qu'ils n'ont pas eu de fils parce qu'il aurait désobéi aux Écritures en épousant la veuve de son frère — veuve que Catherine n'aurait été devant Dieu que si Arthur et elle avaient consommé leur mariage.
Ce débat, et le refus du pape d'accorder à Henri la dissolution du mariage, est une des principales causes de la Réforme anglaise. Le point principal, à savoir si Henri a oui ou non trouvé Catherine vierge lors de leur nuit de noces, n'a jamais été évoqué. Cependant, lorsqu'il essaye d'obtenir l'annulation de son mariage, Henri ordonne que des draps tachés de sang, supposément ceux de la nuit de noces de son frère, soient exhibés dans son palais comme preuve de la consommation. Comment et pourquoi ces draps auraient été conservés pendant tant d'années n'a jamais été expliqué.

### Sources
- (en) Cet article est partiellement ou en totalité issu de l’article de Wikipédia en anglais intitulé « Arthur, Prince of Wales » (voir la liste des auteurs).
- The earlier Tudors. 1485-1558. J.D. Mackie. Clarendon Press, Oxford, 1952.
- Calendar of State Papers, Spain, vol. I, 1485-1509. Édité par G.A. Bergenroth, Institute of Historical Research, 1862. Disponible aussi sur British History Online.
- Premiers chapitres de biographies d'Henri VIII.